# Chocótukan
Chocótukan (Ramphastos brevis) är en fågel i familjen tukaner inom ordningen hackspettartade fåglar.

## Utbredning
Den förekommer utmed sluttningen mot Stilla havet från västra Colombia till sydvästra Ecuador.

## Status
IUCN kategoriserar arten som livskraftig.

## Namn
Chocó är ett område i nordvästra Colombia tillika ett departement.